# Aspåsnäset
Aspåsnäset är en småort i Aspås distrikt (Aspås socken) i Krokoms kommun i Jämtlands län. Den är belägen 25 kilometer norr om Östersund. Orten har 133 invånare (2023).
Floran är rik på ovanliga arter, till exempel olika typer av orkidéer - guckusko, Jungfru Marie nycklar och många andra. Aspåsnäset är belägen mellan Långans nedre flöde och Indalsälven vilket erbjuder närhet till fiskevatten.